# Кохання без заморочок
«Кохання без заморочок» (фр. Simple comme Sylvain; англ. The Nature of Love) — канадський комедійно-драматичний фільм 2023 року режисерки Монія Шокрі.
Вперше був представлений на Каннському кінофестивалі у травні 2023 року.

## Сюжет
Софія, вродлива високоосвічена самореалізована жінка середніх літ, живе розміреним безтурботним життям і, чекаючи призначення на посаду професора філософії, читає лекції для пенсіонерів. Її оточення — схожі за поглядами і уподобаннями освічені друзі. Особисте життя Софії принесене в жертву професійній кар'єрі, через що в неї немає дітей. Вона має розумного партнера Ксав'є. Стосунки з Ксав'є серйозні, але втратили новизну і привабливість. І коли вона знайомиться з простим робітником Сильвеном, з'ясовується, що таке життя явно не межа її мрій.

## В ролях
| Актор               | Роль                      |
| ------------------- | ------------------------- |
| Магалі Лепін-Блондо | Софія                     |
| Пьєр-Ів Кардінал    | Сильвен                   |
| Монія Шокрі         | Франсуаза                 |
| Стів Лаплант        | Філіпп, чоловік Франсуази |
| Мішлін Ланкто       | Мадлен, мати Софії        |
| Френсіс-Вільям Реом | Ксав'є                    |
| Марі-Жінетт Гуей    | Сильві, мати Ксав'є       |
| Гі Товетт           | П'єр, батько Ксав'є       |
| Лінда Соргіні       | Гілен, мати Сильвена      |

## Сприйняття
Фільм отримав схвальні відгуки і був номінований на кілька кінонагород, здобувши кінопремію «Сезар» за найкращий фільм іноземною мовою.